# 1879 v športu
1879 v športu.

## Bejzbol
- Narodna liga se dogovori, da prvih petih igralcev na listi rezervnih igralcev vsakega kluba ni mogoče najeti

## Golf
- Odprto prvenstvo Anglije - zmagovalec Jamie Anderson

## Hurling
- Irska hurlingška zveza prvič formalizira pravila

## Konjske dirke
- 20. maj: Kentucky Derby - zmagovalec Lord Murphy

## Kriket
- 2.-4. januar, Sydney - Avstralija premaga Anglijo v testnem kriteku z razliko 10

## Lacrosse
- Ustanovljena Ameriška materska organizacija za lacrosse, ki prevzame kanadska pravila

## Nogomet
- 29. marec: FA Cup - Old Etonians F.C. premagajo Clapham Rovers z 1-0

## Veslanje
- Regata Oxford-Cambridge - zmagovalec Cambridge

## Rojstva
- 23. maj — Dezső Lauber, madžarski športnik
- 3. junij — Vivian Woodward, britanski nogometaš
- 29. december — Gerald Logan, britanski igralec hokeja na travi